# Archives de l'État à Tournai

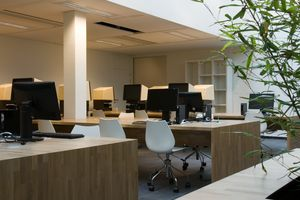
Salle de lecture des Archives de l'État à Tournai, rue des Augustins.

Les Archives de l’État à Tournai sont l’une des 19 implantations des Archives de l'État en Belgique.
Situé à la rue des Augustins à Tournai en province de Hainaut, sur l’ancien site de l’imprimerie Casterman, à dix minutes de la Grand-Place, le bâtiment des Archives de l'État à Tournai dispose d’une superficie légèrement supérieure à 2 000 m2 et peut abriter près de 13 kilomètres linéaires d’archives.  
À côté des archives d’administrations publiques, des archives notariales et des fonds privés, le public peut y consulter les registres des baptêmes, naissances, mariages et décès de 1590 à 1900 ou encore des ouvrages scientifiques et d’histoire locale. La salle de lecture peut accueillir jusqu’à 60 personnes.
Les Archives de l’État se sont installées pour la première fois à Tournai en 1834.

## Qu’y trouve-t-on?
Que vous cherchiez l’acte de baptême d’une personne née en 1652 à Kain ou un jugement de la justice de paix d’Ath datant de 1823, que vous soyez chercheur, étudiant, passionné de généalogie ou d’histoire locale, vous trouverez aux Archives de l’État à Tournai une large gamme de documents, produits en Hainaut occidental, utiles à vos recherches.
- Archives publiques régionales et locales d’Ancien Régime : États de Tournai-Tournaisis, échevinages, greffes scabinaux, etc.
- Archives des administrations (époque contemporaine) : hypothèques, enregistrement, prison, communes, commissariats d’arrondissement, institutions hospitalières et de bienfaisance, etc.
- Archives des juridictions (époque contemporaine) : tribunal de première instance, tribunal des dommages de guerre, tribunaux de police, tribunal de commerce, justices de paix, etc.
- archives des communes et CPAS.
- Archives des institutions ecclésiastiques : évêché de Tournai, abbaye de Ghislenghien, hospice de Saint-Charles Borromée (Froidmont), paroisses, etc.
- Archives notariales : contrats de mariages, baux à ferme, actes épars de tabellions, etc.
- Archives de familles et de particuliers remontant au XIIIe siècle : Famille del Fosse et d'Espierres (1418-1893), etc.
- Archives littéraires :  Henri Vernes (Bob Morane), etc.
- Archives d’entreprises : SA Carbonnelle, Imprimerie Casterman, Manufacture Royale des Tapis de Tournai, etc.
- Archives d'associations : Cercle Royal d’Escrime de Tournai (1884-2006), Entente Régionale du Tournaisis (Tennis de table).
- Sources généalogiques sur microfilms : registres paroissiaux du XVIe siècle à 1796, registres d’état civil de 1796 à 1910 du Hainaut occidental.
- Sources généalogiques numériques : registres paroissiaux de bon nombre de communes belges.
- Bibliothèque scientifique et administrative : dictionnaires, atlas, bibliographies, biographies, instruments de recherche, ouvrages historiques, almanachs, etc.

## Salle de lecture numérique
Depuis août 2009, les registres paroissiaux et registres d’état civil de tout le pays ont été progressivement numérisés et mis à disposition du public dans les 19 salles de lecture des Archives de l’État, dont celle de Tournai. 
Depuis janvier 2013, plus de 27 000 registres paroissiaux et un nombre sans cesse croissant de registres d’état civil sont également disponibles gratuitement sur le site internet des Archives de l’État.
D’autres types de documents sont, par ailleurs, consultables depuis la salle de lecture numérique ou le site internet des Archives de l’État : plus de 6 000 photos de la Première Guerre mondiale, plusieurs milliers de cartes et plans, les procès-verbaux du Conseil des Ministres (1918-1979), l'annuaire statistique de la Belgique (et du Congo belge) depuis 1870, 38 000 moulages de sceaux, etc.